# Pomnik Jakuba Wejhera w Wejherowie
Pomnik Jakuba Wejhera w Wejherowie – pomnik z brązu znajdujący się w centralnej części wejherowskiego rynku, w województwie pomorskim. Pomnik przedstawia postać Jakuba Wejhera, założyciela Wejherowa.

## Historia
Do 1920, w miejscu gdzie dzisiaj stoi pomnik, stała figura niemieckiego cesarza Wilhelma II (okres zaborów). Po odzyskaniu niepodległości przez Polskę w 1918 i włączeniu Wejherowa do II Rzeczypospolitej, został on przykryty płachtą, a następnie zdemontowany i sprzedany.
W 1982, z inicjatywy Edmunda Kamińskiego, powołano Społeczny Komitet Budowy Pomnika Jakuba Wejhera, którego celem było zebranie pieniędzy na budowę pomnika upamiętniającego założyciela miasta. Jako projektanta wybrano gdańskiego rzeźbiarza Sławoja Ostrowskiego, a jego uroczyste odsłonięcie miało miejsce 26 czerwca 1991.
Pomnik ma formę trzymetrowego posągu wykonanego z brązu i stojącego na marmurowym cokole.

### Obecność w kulturze masowej
Od 1994, podczas obchodów Dnia Jakuba, miasto wręcza Statuetki Jakuba Wejhera, honorujące osoby zasłużone dla miasta. Są to miniaturowe wersje pomnika, wykonane z brązu i marmuru (podstawa).
W styczniu 2016 Artur Hutnik, fotograf z wejherowskiego urzędu miasta, wykonał zdjęcie pomnika przysypanego częściowo śniegiem. Ze względu na podobieństwo figury z Darthem Vaderem, zdjęcie szybko stało się tzw. viralem, a o Wejherowie pisały polskie i zagraniczne serwisy internetowe, nazywając go jego „bratem bliźniakiem”. Od tego samego roku, z inicjatywy Piotra Kalki, miasto co roku zaczęło organizować zlot fanów „Gwiezdnych Wojen” FORECON – największy tego typu w Polsce, podczas którego pomnik jest przebierany w strój bohatera serii.